# Liste der Pfarren im Dekanat Perchtoldsdorf
Das Dekanat Perchtoldsdorf ist ein Dekanat im Vikariat Unter dem Wienerwald der römisch-katholischen Erzdiözese Wien.

## Pfarren mit Kirchengebäuden und Kapellen
| Pfarre                         | Pfarrverband                | Seit     | Patrozinium                   | Kirchengebäude und Kapellen | Bild                                        |
| ------------------------------ | --------------------------- | -------- | ----------------------------- | --- | ------------------------------------------- |
| Breitenfurt-St. Bonifaz        | Breitenfurt – Laab im Walde | 1942     | St. Bonifaz                   | Pfarrkirche Breitenfurt bei Wien-St. Bonifaz Kapelle im Senioren- und Pflegehaus St. Bernadette der Caritas, Kapelle im Kloster St. Josef Breitenfurt bei Wien | Pfarrkirche St. Bonifaz, Breitenfurt        |
| Breitenfurt-St. Johann Nepomuk | Breitenfurt – Laab im Walde | 1783     | St. Johann Nepomuk            | Pfarrkirche Breitenfurt bei Wien-St. Johann Nepomuk Kapelle in Großhöniggraben                                                                                 | Pfarrkirche St. Johann Nepomuk, Breitenfurt |
| Gießhübl                       | Föhrenberge                 | 1783     | Allerheiligste Dreifaltigkeit | Pfarrkirche Gießhübl Kirche Hochleiten | Pfarrkirche Gießhübl                        |
| Hennersdorf                    | Am Petersbach               | vor 1400 | St. Andreas                   | Pfarrkirche Hennersdorf | Pfarrkirche Hennersdorf                     |
| Kaltenleutgeben                | Föhrenberge                 | 1783     | St. Jakob der Ältere          | Pfarrkirche Kaltenleutgeben | Pfarrkirche Kaltenleutgeben                 |
| Laab im Walde                  | Breitenfurt – Laab im Walde | 1265     | St. Koloman                   | Pfarrkirche Laab im Walde Kapelle im Kloster Laab im Walde | Pfarrkirche Laab                            |
| Leopoldsdorf                   | Am Petersbach               | 1958     | Herz Mariä                    | Pfarrkirche Leopoldsdorf | Pfarrkirche Leopoldsdorf                    |
| Perchtoldsdorf                 | Föhrenberge                 | 1217     | St. Augustin                  | Pfarrkirche Perchtoldsdorf Filialkirche Maria Königin, Spitalskirche Perchtoldsdorf, Kapelle im Beatrixheim                                                    | Pfarrkirche Perchtoldsdorf                  |
| Vösendorf                      | Am Petersbach               | 1480     | St. Simon und St. Judas       | Pfarrkirche Vösendorf Kapelle im Landespensionisten- und -pflegeheim Vösendorf                                                                                 | Pfarrkirche Vösendorf                       |

## Dekanat Perchtoldsdorf
Es umfasste neun Pfarren.
Diözesaner Entwicklungsprozess
Am 29. November 2015 wurden für alle Pfarren der Erzdiözese Wien Entwicklungsräume definiert. Die Pfarren sollen in den Entwicklungsräumen stärker zusammenarbeiten, Pfarrverbände oder Seelsorgeräume bilden. Am Ende des Prozesses sollen aus den Entwicklungsräumen neue Pfarren entstehen. Im Dekanat Perchtoldsdorf wurden folgende Entwicklungsräume festgelegt:
- Hennersdorf, Leopoldsdorf und Vösendorf
- Gießhübl, Kaltenleutgeben und Perchtoldsdorf
- Breitenfurt-St. Bonifaz, Breitenfurt-St. Johann Nepomuk und Laab im Walde

Dechanten
- Herbert Kraus, Pfarrer in Kaltenleutgeben
- seit 2007 Rupert Stadler, Pfarrer in Breitenfurt bei Wien
- 2016 bis 2023 Josef Grünwidl, Pfarrmoderator von Perchtoldsdorf